# Ocean escort
Gli Ocean escorts (DE) sono stati tipi navi militari della US Navy, evoluzione dei destroyer escort della seconda guerra mondiale, con compiti di scorta ai convogli. Dopo la seconda guerra mondiale, i destroyer escorts vennero modificati: quelli impegnati nella scorta e lotta antisommergibile vennero rinominati Ocean Escorts (DE), quelli destinati alla scorta e lotta antiaerea – equipaggiati con missili Tartar – vennero rinominati Guided Missile Ocean Escorts (DEG), e infine, quelli dotati di moderni radar di scoperta aerea furono rinominati Radar Picket Destroyer Escorts (DER).
In sintesi: Escort destroyer → Destroyer/Cacciatorpediniere e Destroyer escort/Ocean escort → Fregata.

## Sviluppo
Con la costituzione della NATO nei primi anni cinquanta in campo navale la priorità dell'alleanza riguardarono la guerra di mine e la lotta antisommergibile, dando luogo ai primi programmi di costruzione comuni a vari paesi.
La matrice comune di questi primi programmi fu il MDAP (Mutual Defense Assistance Program) una sorta di Piano Marshall in campo navale, che riguardò non solo una massiccia cessione agli alleati NATO di unità statunitensi di costruzione bellica ma anche il potenziamento o l'implementazione ex novo di capacità locali (Off Shore per gli Stati Uniti) di costruzioni navali militari e di componenti per fare rapidamente fronte, in caso di necessità, a massicci piani di nuove costruzioni tipo.
La componente di attacco della NATO era fondamentalmente costituito dalla US Navy e prima fase dell'alleanza dalla Royal Navy, mentre ai Paesi Nato alleati erano delegati compiti di scorta ed il pattugliamento e per il potenziamento delle forze di scorta di superficie la priorità fu identificare un tipo di unità in grado di confrontarsi con la massa di sommergibili sovietici che stavano entrando in servizio in gran numero nella flotta Sovietica e che venivano ceduti anche alle nazioni del patto di Varsavia ed a paesi considerati “amici”. Tale minaccia non poteva essere confrontata con le unità residuate dalla seconda guerra mondiale, massicciamente cedute alle marine alleate, ma occorreva studiare un nuovo tipo di unità scorta in grado di soddisfare non solo compiti di scorta costiera ma anche di scorta di altura, ed essere riprodotti – possibilmente con una certa standardizzazione di componenti, rapidamente ed in grande numero. Il progetto fu sviluppato a partire dal 1949.
All'inizio degli anni cinquanta, sotto l'impatto della guerra di Corea, la US Navy commissionò e mise in servizio una classe di caccia di scorta che rispondeva in parte ai predetti requisiti, la classe Dealey, dal nome della capoclasse, USS Dealey (DE-1006), la prima di costruzione postbellica. Il programma riguardava inizialmente la costruzione di 31 unità, ma la US Navy giocando con la disponibilità di fondi e l'elasticità fornita dal MDAP per costruire negli Stati Uniti solo tredici unità, destinando il resto delle risorse per finanziare il potenziamento delle capacità antisommergibile di altre tre Paesi NATO, Francia, Italia e Portogallo, con la costruzione in loco di altre unità, di cui quattordici pagate direttamente dagli USA, con un effetto moltiplicatore, in economia di scala, sui programmi navali nazionali di Italia e Francia. Il programma di costruzione statunitense il primo programma di costruzione postbellico per navi scorta riguardò altre quattro unità, appartenenti alla classe Claud Jones, che a volte viene considerata parte della classe Dealey, dal cui progetto derivano, pur presentando notevoli differenze, cominciando dalla propulsione, diesel, sino al minor armamento, con una significativa riduzione di costo.
Le classi Dealey e Claud Jones furono anche gli ultimi esempi statunitensi di unità scorta di medio dislocamento e ridotte dimensioni.

## Riclassificazione USA
Nel 1975 Ocean escort e Destroyer escort vennero riclassificati fregate.